# Campionato mondiale di canoa polo 2010
Il IX Campionato mondiale di canoa polo si è tenuto all'Idroscalo di Milano dal 2 al 5 settembre 2010. Il torneo è stato vinto dalla Francia nelle categorie maschile senior e femminile under 21, dal Regno Unito nella categoria femminile senior e dalla Germania nella categoria maschile under 21.

## Classifica finale maschile senior
| Pos. | Squadra       |
| ---- | ------------- |
|      | Francia       |
|      | Germania      |
|      | Italia        |
| 4    | Svizzera      |
| 5    | Nuova Zelanda |
| 6    | Spagna        |

## Classifica finale femminile senior
| Pos. | Squadra       |
| ---- | ------------- |
|      | Regno Unito   |
|      | Germania      |
|      | Francia       |
| 4    | Nuova Zelanda |
| 5    | Australia     |
| 6    | Iran          |

## Classifica finale maschile under 21
| Pos. | Squadra     |
| ---- | ----------- |
|      | Germania    |
|      | Francia     |
|      | Regno Unito |
| 4    | Italia      |
| 5    | Spagna      |
| 6    | Australia   |

## Classifica finale femminile under 21
| Pos. | Squadra     |
| ---- | ----------- |
|      | Francia     |
|      | Germania    |
|      | Regno Unito |
| 4    | Polonia     |
| 5    | Spagna      |
| 6    | Paesi Bassi |

## Medagliere
| Squadra     |   |   |   | Tot. |
| ----------- | - | - | - | ---- |
| Francia     | 2 | 1 | 1 | 4    |
| Germania    | 1 | 3 | 0 | 4    |
| Regno Unito | 1 | 0 | 2 | 3    |
| Italia      | 0 | 0 | 1 | 1    |

## Formula
Il torneo maschile senior ha visto la partecipazione di 22 nazioni, suddivise in 4 gironi (2 da 6 squadre e 2 da 5) all'italiana con partite di sola andata. Al termine della prima fase le prime tre classificate di ogni girone hanno avuto accesso ai gironi per le medaglie (2 gironi all'italiana da 6 squadre), mentre le altre partecipanti sono state raggruppate in gironi di consolazione per l'attribuzione delle posizioni inferiori.
Le classifiche dei gironi di seconda fase hanno determinato le sfide incrociate per le posizioni dalla prima alla dodicesima. Formule analoghe sono state disposte per il torneo femminile, che vedeva al via 18 rappresentative nazionali, e per i tornei riservati alle squadre giovanili.

## Risultati torneo maschile senior

### Primo turno

#### Gruppo A
| Squadra 1     | Squadra 2     | Ris.   |  |
| ------------- | ------------- | ------ |  |
| Svizzera      | Canada        | 1 - 0  |  |
| Nuova Zelanda | Stati Uniti   | 11 - 1 |  |
| Paesi Bassi   | Giappone      | 7 - 1  |  |
| Stati Uniti   | Canada        | 3 - 8  |  |
| Nuova Zelanda | Giappone      | 5 - 5  |  |
| Paesi Bassi   | Svizzera      | 4 - 1  |  |
| Giappone      | Canada        | 0 - 1  |  |
| Svizzera      | Stati Uniti   | 8 - 0  |  |
| Paesi Bassi   | Nuova Zelanda | 2 - 1  |  |
| Paesi Bassi   | Canada        | 6 - 0  |  |
| Nuova Zelanda | Svizzera      | 6 - 2  |  |
| Giappone      | Stati Uniti   | 5 - 1  |  |
| Paesi Bassi   | Stati Uniti   | 16 - 0 |  |
| Svizzera      | Giappone      | 5 - 0  |  |
| Nuova Zelanda | Canada        | 3 - 1  |  |

| Pos. | Squadra       | G | V | N | P | GF | GS | PT |
| ---- | ------------- | - | - | - | - | -- | -- | -- |
| 1    | Paesi Bassi   | 5 | 5 | 0 | 0 | 35 | 3  | 15 |
| 2    | Nuova Zelanda | 5 | 3 | 1 | 1 | 26 | 11 | 10 |
| 3    | Svizzera      | 5 | 3 | 0 | 2 | 17 | 10 | 9  |
| 4    | Canada        | 5 | 2 | 0 | 3 | 10 | 13 | 6  |
| 5    | Giappone      | 5 | 1 | 1 | 3 | 11 | 19 | 4  |
| 6    | Stati Uniti   | 5 | 0 | 0 | 5 | 5  | 48 | 0  |

G : giocate, V : vinte, N : pareggiate, P : perse, GF : gol fatti,GS : gol subiti,PT : punti.

#### Gruppo B
| Squadra 1 | Squadra 2 | Ris.   |  |
| --------- | --------- | ------ |  |
| Irlanda   | Russia    | 2 - 1  |  |
| Germania  | Svezia    | 2 - 0  |  |
| Francia   | Sudafrica | 6 - 1  |  |
| Svezia    | Russia    | 3 - 0  |  |
| Germania  | Sudafrica | 6 - 1  |  |
| Francia   | Irlanda   | 3 - 1  |  |
| Sudafrica | Russia    | 4 - 1  |  |
| Irlanda   | Svezia    | 3 - 7  |  |
| Francia   | Germania  | 3 - 2  |  |
| Francia   | Russia    | 10 - 1 |  |
| Germania  | Irlanda   | 7 - 0  |  |
| Sudafrica | Svezia    | 4 - 7  |  |
| Francia   | Svezia    | 1 - 1  |  |
| Irlanda   | Sudafrica | 5 - 4  |  |
| Germania  | Russia    | 9 - 3  |  |

| Pos. | Squadra   | G | V | N | P | GF | GS | PT |
| ---- | --------- | - | - | - | - | -- | -- | -- |
| 1    | Francia   | 5 | 4 | 1 | 0 | 23 | 6  | 13 |
| 2    | Germania  | 5 | 4 | 0 | 1 | 26 | 7  | 12 |
| 3    | Svezia    | 5 | 3 | 1 | 1 | 18 | 7  | 10 |
| 4    | Irlanda   | 5 | 2 | 0 | 3 | 11 | 22 | 6  |
| 5    | Sudafrica | 5 | 1 | 0 | 4 | 11 | 25 | 3  |
| 6    | Russia    | 5 | 0 | 0 | 5 | 6  | 28 | 0  |

G : giocate, V : vinte, N : pareggiate, P : perse, GF : gol fatti,GS : gol subiti,PT : punti.

#### Gruppo C
| Squadra 1     | Squadra 2     | Ris.   |  |
| ------------- | ------------- | ------ |  |
| Regno Unito   | Polonia       | 5 - 2  |  |
| Italia        | Taipei cinese | 14 - 4 |  |
| Regno Unito   | Taipei cinese | 21 - 1 |  |
| Italia        | Danimarca     | 1 - 2  |  |
| Danimarca     | Polonia       | 4 - 4  |  |
| Italia        | Regno Unito   | 3 - 2  |  |
| Regno Unito   | Danimarca     | 2 - 2  |  |
| Taipei cinese | Polonia       | 3 - 13 |  |
| Italia        | Polonia       | 3 - 3  |  |
| Danimarca     | Taipei cinese | 13 - 0 |  |

| Pos. | Squadra       | G | V | N | P | GF | GS | PT |
| ---- | ------------- | - | - | - | - | -- | -- | -- |
| 1    | Danimarca     | 4 | 2 | 2 | 0 | 21 | 7  | 8  |
| 2    | Regno Unito   | 4 | 2 | 1 | 1 | 30 | 8  | 7  |
| 3    | Italia        | 4 | 2 | 1 | 1 | 21 | 10 | 7  |
| 4    | Polonia       | 4 | 1 | 1 | 2 | 22 | 15 | 5  |
| 5    | Taipei cinese | 4 | 0 | 0 | 4 | 7  | 61 | 0  |

G : giocate, V : vinte, N : pareggiate, P : perse, GF : gol fatti,GS : gol subiti,PT : punti.

#### Gruppo D
| Squadra 1  | Squadra 2  | Ris.  |  |
| ---------- | ---------- | ----- |  |
| Spagna     | Brasile    | 7 - 0 |  |
| Australia  | Belgio     | 6 - 1 |  |
| Spagna     | Belgio     | 3 - 2 |  |
| Australia  | Portogallo | 1 - 0 |  |
| Portogallo | Brasile    | 2 - 1 |  |
| Australia  | Spagna     | 2 - 3 |  |
| Spagna     | Portogallo | 4 - 3 |  |
| Belgio     | Brasile    | 3 - 1 |  |
| Australia  | Brasile    | 7 - 5 |  |
| Portogallo | Belgio     | 2 - 5 |  |

| Pos. | Squadra    | G | V | N | P | GF | GS | PT |
| ---- | ---------- | - | - | - | - | -- | -- | -- |
| 1    | Spagna     | 4 | 4 | 0 | 0 | 17 | 7  | 12 |
| 2    | Australia  | 4 | 3 | 0 | 1 | 16 | 9  | 9  |
| 3    | Belgio     | 4 | 2 | 0 | 2 | 11 | 12 | 6  |
| 4    | Portogallo | 4 | 1 | 0 | 3 | 7  | 11 | 3  |
| 5    | Brasile    | 4 | 0 | 0 | 4 | 7  | 19 | 0  |

G : giocate, V : vinte, N : pareggiate, P : perse, GF : gol fatti,GS : gol subiti,PT : punti.

### Secondo turno

#### Gruppo O
| Squadra 1   | Squadra 2   | Ris.  |  |
| ----------- | ----------- | ----- |  |
| Paesi Bassi | Regno Unito | 2 - 1 |  |
| Spagna      | Svizzera    | 3 - 3 |  |
| Germania    | Belgio      | 4 - 1 |  |
| Paesi Bassi | Svizzera    | 3 - 4 |  |
| Spagna      | Germania    | 1 - 2 |  |
| Regno Unito | Belgio      | 8 - 4 |  |
| Paesi Bassi | Belgio      | 3 - 0 |  |
| Spagna      | Regno Unito | 3 - 1 |  |
| Germania    | Svizzera    | 1 - 1 |  |
| Paesi Bassi | Germania    | 2 - 2 |  |
| Spagna      | Belgio      | 9 - 2 |  |
| Regno Unito | Svizzera    | 2 - 2 |  |
| Paesi Bassi | Spagna      | 2 - 2 |  |
| Spagna      | Regno Unito | 5 - 3 |  |
| Svizzera    | Belgio      | 6 - 0 |  |

| Pos. | Squadra     | G | V | N | P | GF | GS | PT |
| ---- | ----------- | - | - | - | - | -- | -- | -- |
| 1    | Germania    | 5 | 3 | 2 | 0 | 14 | 8  | 11 |
| 2    | Svizzera    | 5 | 2 | 3 | 0 | 16 | 9  | 9  |
| 3    | Spagna      | 5 | 2 | 2 | 1 | 18 | 10 | 8  |
| 4    | Paesi Bassi | 5 | 2 | 2 | 1 | 12 | 9  | 8  |
| 5    | Regno Unito | 5 | 1 | 1 | 3 | 17 | 16 | 4  |
| 6    | Belgio      | 5 | 0 | 0 | 5 | 7  | 30 | 0  |

G : giocate, V : vinte, N : pareggiate, P : perse, GF : gol fatti,GS : gol subiti,PT : punti.

#### Gruppo P
| Squadra 1     | Squadra 2     | Ris.  |  |
| ------------- | ------------- | ----- |  |
| Francia       | Australia     | 3 - 1 |  |
| Danimarca     | Svezia        | 0 - 0 |  |
| Nuova Zelanda | Italia        | 2 - 2 |  |
| Francia       | Svezia        | 4 - 2 |  |
| Danimarca     | Nuova Zelanda | 3 - 3 |  |
| Australia     | Italia        | 2 - 2 |  |
| Francia       | Italia        | 1 - 1 |  |
| Danimarca     | Australia     | 3 - 6 |  |
| Nuova Zelanda | Svezia        | 4 - 2 |  |
| Australia     | Svezia        | 1 - 2 |  |
| Danimarca     | Italia        | 0 - 1 |  |
| Francia       | Nuova Zelanda | 3 - 1 |  |
| Francia       | Danimarca     | 2 - 1 |  |
| Nuova Zelanda | Australia     | 2 - 2 |  |
| Svezia        | Italia        | 1 - 3 |  |

| Pos. | Squadra       | G | V | N | P | GF | GS | PT |
| ---- | ------------- | - | - | - | - | -- | -- | -- |
| 1    | Francia       | 5 | 4 | 1 | 0 | 13 | 6  | 13 |
| 2    | Italia        | 5 | 2 | 3 | 0 | 9  | 6  | 9  |
| 3    | Nuova Zelanda | 5 | 1 | 3 | 1 | 12 | 12 | 6  |
| 4    | Australia     | 5 | 1 | 2 | 2 | 12 | 12 | 5  |
| 5    | Svezia        | 5 | 1 | 1 | 3 | 7  | 12 | 4  |
| 6    | Danimarca     | 5 | 0 | 2 | 3 | 7  | 12 | 2  |

G : giocate, V : vinte, N : pareggiate, P : perse, GF : gol fatti,GS : gol subiti,PT : punti.

#### Gruppo R
| Squadra 1 | Squadra 2  | Ris.  |  |
| --------- | ---------- | ----- |  |
| Canada    | Irlanda    | 0 - 6 |  |
| Polonia   | Portogallo | 4 - 2 |  |
| Canada    | Polonia    | 1 - 4 |  |
| Irlanda   | Portogallo | 3 - 2 |  |
| Canada    | Portogallo | 3 - 2 |  |
| Polonia   | Irlanda    | 4 - 4 |  |

| Pos. | Squadra    | G | V | N | P | GF | GS | PT |
| ---- | ---------- | - | - | - | - | -- | -- | -- |
| 1    | Irlanda    | 3 | 2 | 1 | 0 | 13 | 6  | 7  |
| 2    | Polonia    | 3 | 2 | 1 | 0 | 12 | 7  | 7  |
| 3    | Canada     | 5 | 1 | 0 | 0 | 4  | 12 | 3  |
| 4    | Portogallo | 5 | 0 | 0 | 3 | 6  | 10 | 0  |

G : giocate, V : vinte, N : pareggiate, P : perse, GF : gol fatti,GS : gol subiti,PT : punti.

#### Gruppo S
| Squadra 1     | Squadra 2     | Ris.  |  |
| ------------- | ------------- | ----- |  |
| Giappone      | Russia        | 5 - 2 |  |
| Taipei cinese | Russia        | 4 - 4 |  |
| Giappone      | Taipei cinese | 6 - 3 |  |

| Pos. | Squadra       | G | V | N | P | GF | GS | PT |
| ---- | ------------- | - | - | - | - | -- | -- | -- |
| 1    | Giappone      | 2 | 2 | 0 | 0 | 11 | 5  | 6  |
| 2    | Taipei cinese | 2 | 0 | 1 | 1 | 7  | 10 | 1  |
| 3    | Russia        | 2 | 0 | 1 | 1 | 6  | 9  | 1  |

G : giocate, V : vinte, N : pareggiate, P : perse, GF : gol fatti,GS : gol subiti,PT : punti.

#### Gruppo T
| Squadra 1 | Squadra 2   | Ris.  |  |
| --------- | ----------- | ----- |  |
| Sudafrica | Stati Uniti | 4 - 5 |  |
| Brasile   | Stati Uniti | 4 - 1 |  |
| Sudafrica | Brasile     | 3 - 2 |  |

| Pos. | Squadra     | G | V | N | P | GF | GS | PT |
| ---- | ----------- | - | - | - | - | -- | -- | -- |
| 1    | Brasile     | 2 | 1 | 0 | 1 | 6  | 4  | 3  |
| 2    | Sudafrica   | 2 | 1 | 0 | 1 | 7  | 7  | 3  |
| 3    | Stati Uniti | 2 | 1 | 0 | 1 | 6  | 8  | 3  |

G : giocate, V : vinte, N : pareggiate, P : perse, GF : gol fatti,GS : gol subiti,PT : punti.

### Fase finale
Spareggio 21º - 22º posto
 Russia -  Stati Uniti   2 - 1
Spareggio 19º - 20º posto
 Sudafrica -  Taipei cinese   11 - 5
Spareggio 18º posto
 Giappone -  Brasile   5 - 4
Spareggio 16º - 17º posto
 Giappone -  Portogallo   2 - 1
Spareggio 11º - 12º posto
 Belgio -  Danimarca   4 - 3
Spareggio 9º - 10º posto
 Regno Unito -  Svezia   4 - 1
Spareggio 7º - 8º posto
 Paesi Bassi -  Australia   6 - 5
Spareggio 5º - 6º posto
 Nuova Zelanda -  Spagna   1 - 3

#### Albero della fase ad eliminazione diretta
|  | Semifinali | Semifinali | Semifinali |          |         | Finale      | Finale      | Finale      |  |
|  |            |            |            |          |         |             |             |             |  |
|  | Francia    | Francia    | 2          |          |         |             |             |             |  |
|  | Francia    | Francia    | 2          |          |         |             |             |             |  |
|  | Svizzera   | Svizzera   | 1          |          |         |             |             |             |  |
|  | Svizzera   | Svizzera   | 1          |          | Francia | Francia     | 4           |             |  |
|  |            |            |            |          | Francia | Francia     | 4           |             |  |
|  |            |            | Germania   | Germania | 2       |             |             |             |  |
|  | Germania   | Germania   | Germania   | Germania | 2       | 2           |             |             |  |
|  | Germania   | Germania   |            |          |         | 2           |             |             |  |
|  | Italia     | Italia     | 1          |          |         | Terzo Posto | Terzo Posto | Terzo Posto |  |
|  | Italia     | Italia     | 1          |          |         |             |             |             |  |
|  |            |            |            |          |         |             |             |             |  |
|  |            |            |            |          |         | Italia      | Italia      | 3           |  |
|  |            |            |            |          |         | Italia      | Italia      | 3           |  |
|  |            |            |            |          |         | Svizzera    | Svizzera    | 2           |  |